# الغواصة الألمانية يو-519
غواصة يو-519 غواصة يو بوت ألمانية من الفئة التاسعة سي بنيت ل سلاح بحرية ألمانيا النازية كريغسمارينه، في أحواض دويتشه فيرفت في هامبورغ خلال الحرب العالمية الثانية.